# Faronta stolata
Faronta stolata är en fjärilsart som beskrevs av Smith 1894. Faronta stolata ingår i släktet Faronta och familjen nattflyn. Inga underarter finns listade i Catalogue of Life.